# Ernest Maragall i Mira
Ernest Maragall i Mira   (Barcelona, 5 de gener de 1943) és un polític català.
Va ser conseller d'Educació de la Generalitat de Catalunya (2006-2010) i conseller d'Acció Exterior, Relacions Institucionals i Transparència. Fou militant i fundador del Partit Socialista de Catalunya-Congrés i, posteriorment, del Partit dels Socialistes de Catalunya. Més endavant, fou president del consell del partit polític Nova Esquerra Catalana. Un cop el partit es fusionà amb la plataforma Moviment Catalunya, esdevingué militant del Moviment d'Esquerres (MES). Des de l'1 de maig de 2018 va ser militant d'Esquerra Republicana de Catalunya fins al juliol de 2024. Va ser candidat a l'alcaldia de Barcelona a les eleccions municipals de 2019 i 2023 fins que el juny de 2023 va anunciar que es presentava com a segon a la llista per Barcelona d'Esquerra Republicana al Senat, en el marc de les eleccions generals espanyoles de 2023.

## Família
Ernest Maragall és fill de Jordi Maragall i Noble i net del poeta Joan Maragall i de Clara Noble, germà de Pasqual Maragall, el 127è President de la Generalitat de Catalunya, Pau Malvido i Jordi Maragall.
També és nebot d'Ernest Maragall, Joan-Anton Maragall i Helena Maragall, cosí germà de Joan-Anton Maragall i Julio Maragall i oncle de Cristina Maragall. És cunyat de Diana Garrigosa.

## Biografia

### Joventut i primers anys
Estudià a l'Escola Virtèlia i fou memebre de l'escoltisme a l'agrupament escolta de la Confraria. Participà activament en la lluita clandestina contra la dictadura franquista com a militant del Front Obrer de Catalunya des de la seva creació el 1961.
Des de l'any 1958 i fins al 1970 va treballar en el camp de la publicitat i el màrqueting. Des del 1970 i fins al 1979 va desenvolupar tasques com a analista informàtic de l'Ajuntament de Barcelona i com a economista al Gabinet Tècnic de Projectes de l'Ajuntament de Barcelona. Posteriorment va ésser gerent de l'Institut Cartogràfic de Barcelona i director general de l'Institut Municipal d'Informàtica de l'Ajuntament de Barcelona.

### Inicis polítics
Fundador de Convergència Socialista de Catalunya l'any 1974 i del PSC-Congrés l'any 1976. Des d'octubre de 1997 va exercir com a regidor d'Hisenda i Funció Publica i president del consell del districte de Sant Andreu. Des del mes de juliol de 1999 fins a 2004 va ésser regidor de Presidència i Hisenda, president de l'Institut Municipal d'Informàtica, president de l'Institut Municipal d'Hisenda i vicepresident de l'Institut Municipal d'Educació, dins de l'Ajuntament de Barcelona.
Com a representant de l'Ajuntament a la Federació de Municipis de Catalunya, va ocupar el càrrec de vicepresident de la Comissió de Funció Pública de la Federació Espanyola de Municipis i Províncies. Vicepresident del consell d'administració de Localret i portaveu del govern municipal de l'Ajuntament de Barcelona des de juliol de 2001 fins al juny de 2003.

### Tripartit
El desembre de 2003 fou nomenat secretari de govern de la Generalitat de Catalunya, càrrec que va exercir fins al setembre de 2006. Del 2006 al 2010 va ser conseller d'Educació de la Generalitat de Catalunya.
Va ésser membre des de 1977 de l'executiva de Barcelona del Partit dels Socialistes de Catalunya (PSC) i de la seva Comissió Executiva fins a la seva sortida del partit el 2012. Arran de les seves posicions catalanistes, que l'aïllaren al si del PSC, Maragall decidí d'impulsar una nova associació Plaça 21 per a la gent que se sentia «òrfena de partit». Aquesta iniciativa es va presentar amb un manifest explicatiu el 25 de juliol de 2012.

### Nova Esquerra Catalana
Ernest Maragall, amb alguns membres del sector anomenat catalanista del PSC, va participar l'11 de setembre de 2012 en la Manifestació «Catalunya, nou estat d'Europa», desmarcant-se de la posició oficial del partit. La desafecció de Maragall devers el PSC cresqué més encara amb el rumb marcat per la nova direcció del partit considerada hostil al procés sobiranista català, i així l'11 d'octubre de 2012 abandonà la seva militància per a crear un nou partit anomenat Nova Esquerra Catalana (NEC).
Ernest Maragall va concórrer a les eleccions al Parlament Europeu de 2014 com a número dos a la candidatura d'Esquerra Republicana de Catalunya (ERC), encapçalada per Josep Maria Terricabras. Amb el 23,67% dels vots a Catalunya, la coalició L'Esquerra pel Dret a Decidir, formada per ERC, NEC i Catalunya Sí, va aconseguir dos eurodiputats, de manera que Maragall va sortir elegit. L'endemà de les eleccions, Ernest Maragall va assegurar que a mitjan legislatura cediria el seu escó a Jordi Solé, número tres de la llista.

### Esquerra Republicana de Catalunya
A les eleccions al Parlament de Catalunya de 2017 fou escollit com a diputat amb la llista d'Esquerra Republicana de Catalunya-Catalunya Sí. El maig del 2018 es va fer militant d'ERC i el mateix mes fou nomenat conseller pel Govern de la Generalitat de Catalunya presidit per Quim Torra. El novembre del mateix any va abandonar el càrrec per a preparar la seva candidatura a l'alcaldia de Barcelona a les eleccions municipals de 2019. Durant la campanya va fer tàndem electoral amb Elisenda Alamany. Tot i ser la candidatura més votada, no va aconseguir formar govern.
Des de l'oposició, el seu grup municipal va pactar amb el govern d'Ada Colau els pressupostos del 2021 i la connexió del tramvia per l'Avinguda Diagonal.
El 28 de maig de 2022 va ser proclamat candidat d'Esquerra Republicana a l'alcaldia de Barcelona per a les eleccions municipals de 2023 després que el 90% de la militància li donés suport. ERC hi va aconseguir cinc regidors, la meitat dels que va obtenir als comicis del 2019, i Maragall va donar suport a la proposta de Xavier Trias, tot i que finalment un pacte entre PP, PSC i Barcelona en Comú va investir alcalde Jaume Collboni. El novembre de 2023 va anunciar que deixava el plenari de l'Ajuntament de Barcelona a finals d'any.
Ernest Maragall es va donar de baixa d'ERC el juliol de 2024 en sortir a la llum pública l'existència d'una estructura al partit dedicada a fer atacs de falsa bandera, que era finançada pel partit amb factures falses a través de l'empresa de comunicació Relevance, i que entre altres accions va fer una enganxada de cartells contra els germans Maragall fent mofa de la malaltia d'Alzheimer que patia Pasqual Maragall.